# Pieve di San Salvatore
La chiesa romanica di San Salvatore è un edificio di culto che si trova in località San Salvatore, nel comune di Rimini, risalente all'VIII secolo.

## Storia e descrizione
Di edificazione altomedievale, la presenza di un basamento ed un rocchio di colonna indica che fu costruita sui resti di un tempio romano. Secondo una leggenda, in questo luogo avrebbe sostato Deianira, figlia del dio Bacco, che avrebbe lasciato alla sua partenza un cippo-colonna, in epoca successiva sarebbe poi sorto sul sito un tempietto dedicato a Giove. 
La chiesa si presenta in forme di X-XI secolo e al suo interno si conservano quattro capitelli di epoca bizantina (VI secolo) e tracce pavimentali della presenza di sei colonne, probabilmente testimonianze di una precedente struttura a tre navate. Una lapide del 1318, sulla fiancata esterna destra, testimonia l'appartenenza della chiesa all'Ordine Equestre del Santo Sepolcro di Gerusalemme. La chiesa infatti si trova lungo la via Romea battuta dai pellegrini che percorrevano il tratto tra Rimini e Sansepolcro passando per il monastero benedettino di San Michele nei pressi di Carpegna.